# Güer Aike
Güer Aike est une localité rurale argentine située dans le département homonyme, dans la province de Santa Cruz. Elle est située sur la route nationale 3, sur le bord intérieur de l'estuaire du río Gallegos,. Elle possède un poste de police.

## Toponymie
Le nom signifie « grand camp » dans la langue aóni-kénk. Le toponyme aike, courant dans le sud de la Patagonie, signifie « établissement » ou « lieu ».

## Géographie et démographie
À proximité de la localité partent la route provinciale 5 (qui se dirige vers Esperanza, en direction d'El Calafate) et l'autoroute 17 de Octubre (qui la relie à Río Gallegos, situé à environ 30 km). Elle est également située à quelques kilomètres de la jonction entre la route nationale 3 et la route nationale 40.
Lors du recensement national de 2010, elle était considérée comme une population rurale dispersée.

## Tourisme
C'est une zone touristique. Il y a une estancia où l'on pratique la pêche, l'équitation et l'observation des oiseaux, et il y a un poste de police,. Il y a aussi une statue de la Vierge Marie, où un pèlerinage a lieu chaque année,,.